# خرفار جمشتي
خرفار جمشتي (الاسم العلمي: Phalaris amethystina) هو نوع نباتي يتبع جنس الخرفار من فصيلة النجيلية.